# Isosomodes brasiliensis
Isosomodes brasiliensis är en stekelart som beskrevs av William Harris Ashmead 1904. Isosomodes brasiliensis ingår i släktet Isosomodes och familjen kragglanssteklar.
Artens utbredningsområde är Venezuela. Inga underarter finns listade i Catalogue of Life.